# Jan Niecisław Baudouin de Courtenay
Jan Ignacy Niecisław Baudouin de Courtenay je bil poljski jezikoslovec, slavist in filozof. Rodil se je 13. marca leta 1845 v Radzyminu na Poljskem, umrl pa 3. novembra leta 1929 v Varšavi na Poljskem.
Doktoriral je na Univerzi v Leipzigu pri mentorju Augustu Leskienu, nato pa večino življenja preživel na ruskih univerzah, najdlje na Univerzi v Sankt Peterburgu. Od konca prve svetovne vojne do svoje smrti v letu 1929 je bil profesor za indoevropske jezike na Univerzi v Varšavi. Bil je začetnik znanstvenih dialektoloških raziskav v slovenskem prostoru. Najbolj poznan je po svoji teoriji fonemov in fonemskih alteracij.
Njegovo delo na področju teorije fonemov je privedlo do oblikovanja treh najpomembnejših šol fonologije v 20. stoletju dvajsetega stoletja: leningrajske, moskovske in praške šole fonologije. Za časa svojega življenja je objavil številna dela v slovanskih jezikih, med drugim tudi v slovenskem.

### Življenjepis

#### Družina
Jan Ignacy Niecisław Baudouin de Courtenay se je rodil 13. marca 1845 v Radzyminu na Poljskem. Umrl je leta 1929 in bil pokopan na evangeličanskem reformiranem pokopališču v Varšavi. Rodil se je v francoski aristokratski družini. Njegovemu očetu je bilo ime Aleksander, mati pa Jadwiga. Njegov oče je bil po poklicu geodet v Radzyminu. Jan je bil poročen dvakrat. Njegova prva žena je bila Cezaria, ki je bila rojena v Pryfków leta 1841 in umrla leta 1878. Druga profesorjeva žena pa je bila Romuald, ki je bila rojena v Bagnicki leta 1857 in umrla leta 1935. Po poklicu je bila zgodovinarka in zdravnica. Z njo je imel pet otrok: hči Cezaria Baudouin de Courtenay, ki bila rojena leta 1885 in umrla leta 1967. Po poklicu je bila profesorica etnografije na univerzi v Varšavi ter rektorica poljske univerze v tujini po drugi svetovni vojni. Druga hči Zofie Baudouin de Courtenay, ki je bila rojena leta 1887in umrla leta 1967. Po poklicu je bila slikarka in kiparka. Živela je v Čenstohovi. Njegov sin Świętosława Baudouina de Courtenayja, ki je bil rojen leta 1888 in umrl leta 1960. Po poklicu je bil odvetnik in diplomat. Tretja hči Ewelina Małachowska-Łempicka, ki je bila rojena leta 1892 in umrla leta 1984, je bila po poklicu zgodovinarka. Zadnji otrok je bila hči Maria Kieresant-Wiśniewska, ki je bila rojena leta 1897 in umrla leta 1945.

#### Življenjska pot
Leta 1862 je maturiral na realni gimnaziji v Varšavi, po kateri se je istega leta vpisal na filološki-zgodovinski oddelek Glavne šole. Po štirih letih je leta 1866 dosegel naziv magistra filološke-zgodovinske znanosti. Dve leti je kot štipendist pripravnik študiral v tujini. V Varšavo se je vrnil leta 1868, kjer je hotel poučevati na ruski univerzi. Tega mu ni uspelo izvesti, saj je bil po narodnosti Poljak. Svojo pot je kot štipendist nadaljeval v Sankt Peterburgu, kjer je njegov mentor postal Izmail I. Sreznjevski, pod čigar vodstvom je 1870 nastalo magistrsko delo O drevnepol’skom jazyke do XIV stoletija (O staropoljskem jeziku do 14. stoletja). Zaradi nepriznanja visokošolske izobrazbe v Rusiji se je istega leta odpravil v Leipzig, kjer je postal prvi doktorand Augusta Leskiena, doktor filozofije z že leta 1868 izdanim delom Einige Fälle der Wirkung der Analogie in der polnischen Deklination (Nekaj primerov delovanja analogije v poljski sklanjatvi). Leta 1871 je v Sankt Peterburgu postal privatni docent za primerjalno slovnico indoevropskih jezikov. Med letoma 1872-73 je popisoval zahodna slovenska narečja. Leta 1875 je doktoriral z razpravo Opyt fonetiki rez’janskih govorov (Poskus fonetike rezijanskih govorov). Začel je predavati na univerzi v Kazanu. Na začetku osemdesetih let 19. stoletja je postal nov član Société de linguistique v Parizu. Konec leta 1882 je bil imenovan za rednega profesorja stolice za primerjalno slovnico slovanskih jezikov v Dorpatu (današnjem Tartu v Estoniji). Po upokojitvi leta 1893 se je preselil v Krakov (ozemlje tedanje Avstro-Ogrske), kjer je med letoma 1894-95 na Jagelonski univerzi prevzel katedro za primerjalno jezikoslovje in sanskrt. Nato se je vrnil nazaj v Sankt Peterburg in od leta 1901 poučeval primerjalno jezikoslovje na Zgodovinsko-filološki fakulteti. Leta 1914 je bil zaradi brošure Nacionalnyj i territorialnyj priznak v avtonomii (Nacionalni in teritorialni vidik avtonomije, 1913) v kateri se je zavzel za enakopravnost manjšinskih skupnosti v Rusiji in za pravico do samoodločbe, obsojen na dve leti zapora. Iz zapora je bil izpuščen po devetih tednih, izgubil je profesuro, ki jo je po februarski revoluciji 1917 pridobil nazaj. Vsa njegova literatura je ostala v Sankt Peterburgu nedostopna, dokler mu je niso leta 1926 delno vrnili. Bil je zelo dejaven v političnem življenju, kjer se je zavzemal za enakopravnost vseh narodnosti, svobodo tiska in ločitev cerkve od države, bil je proti antisemitizmu in smrtni kazni. Umrl je 3. novembra 1929 v Varšavi na Poljskem.

### Delo
Njegova dela so imela velik vpliv na slovensko jezikoslovje. Bil je prvi slovanski jezikoslovec, ki je slovenskim dialektom podal osnovo. Prav tako je bil prvi, ki je identificiral osnovne značilnosti fonologije slovenskega jezika. Eden izmed njegovih pomembnejših dosežkov je glasoslovni opis rezijanskih govorov (Opyt fonetiki rez’janskix govorov). To še danes velja za najtemeljitejšo glasoslovno študijo enega izmed slovenskih narečij. Courtenay je veliko sodeloval z mladimi slovenskimi jezikoslovci, med katere spadajo Matija Murko, Stanislav Škrabec in drugi. Z njimi si je dopisoval v slovenskem jeziku, ki se ga je naučil med bivanjem na Slovenskem. Pri njegovem znanstvenem delu je treba poudariti njegove prispevke k splošnim osnovam jezikoslovja in razlagi bistva jezika. Meni, da se jezika ne da obravnavati ločeno od govorca. Dejal je, da je bistvo človeškega jezika psihično, njegov obstoj in razvoj pa sta pogojena s čisto psihološkimi zakoni. Iz tega lahko razberemo zanimanje za jezik manjšin, saj je bil zastopnik verske svobode, narodne identitete in narodnostnih manjšin.

### Courtenayevo potovanje v slovenske dežele
Med Slovence je leta 1841 prišel ruski filozof I. I. Sreznjevski, rezultat njegovega bivanja je bila prva znanstvena klasifikacija slovenskih narečij. Ugotovil je tudi vzroke, ki so privedli do tako pestre narečne diferenciacije slovenskega jezika. Trideset let kasneje je na pobudo jezikoslovca in zgodovinarja Sreznjevskega in s podporo peterburške akademije znanosti v slovenske dežele prišel mladi privatni docent indoevropskega primerjalnega jezikoslovja v Sankt Peterburgu Jan Baudouin de Courtenay. Preučil je deset skupin slovenskih govorov oziroma narečij. Še posebej so ga zanimala narečja in govori, ki jih govorijo Slovenci v Reziji in v Terski dolini ter Nadiži v provinci Videm v Italiji. Zbral in zapisal je ogromno dialektološkega gradiva. Sestavljeno je bilo iz pravljic, basni, pripovedk, ugank, pesmi, pregovorov, pogovorov, besednih zvez in posameznih besed. Vse je nameraval znanstveno obdelati in objaviti. Pri tem se je odločil za geografsko zaporedje proučevanih govorov, zato so bili najprej na vrsti govori rezijanskega narečja v Italiji. Med pripravljanjem glasoslovnega opisa rezijanskih govorov se je zavedal, da bi moral obiskati Rezijo vsaj še enkrat, saj mu je ostalo še mnogo nerazjasnjenega. Kljub temu je študijo Opyt napisal zelo hitro. Izšla je leta 1875. V delu je Courtenay sistematično opisal konzonantizem, vokalizem, naglas in kvantiteto rezijanskih govorov, pri čemer je primerjalno izhajal iz hrvaškega glasovnega stanja. Njegovo hipotezo o nastanku rezijanskega narečja je še pred drugo vojno prepričljivo zavrnil slovenski jezikoslovec F. Ramovš, ki je dokazal, da je samoglasniška harmonija v principu prva stopnja slovenske samoglasniške redukcije in je znana že iz Trubarjevega jezika. Bila je bolj razvita v rezijanskem narečju kot v drugih slovenskih narečjih. Kljub temu da je slovenska dialektologija ovrgla hipotezo Baudouina de Courtenaya o nastanku rezijanskega narečja in o njegovem čakavskem poreklu, je njegov Opyt dragocena študija o tem zapletenem slovenskem narečju. 
To sicer ni edina knjiga, ki jo je Courtenay posvetil rezijanskemu slovenskemu narečju. Nič manj dragocena ni njegova obsežna knjiga rezijanskih besedil. Ta obsežna knjiga rezijanskih besedil omogoča ustreznejše branje samega Opyta. Leta 1895 je izšel prvi, leta 1904 pa tudi drugi zvezek Materialov za južnoslovansko dialektologijo in etnografijo, v katerem je Courtenay objavil prepise govorov terskih Slovencev, južnih sosedov Rezijanov. Leta 1873 je Courtenay zbiral podatke o bohinjsko-posavskem govoru, objavil pa jih je leta 1877. Opis je poročilo o njegovem dialektološkem raziskovanju na področju severozahodnih gorenjskih govorov, ki jih je zapisoval istega leta kot rezijanske in terske. Ni pa imel priložnosti, da bi pred objavo leta 1877 gradivo na terenu preveril, kot je to naredil z rezijanskim in terskim narečnim gradivom. Po opisu bohinjsko-cerkljanskega govora se je Courtenay lotil še opisa glasoslovja cerkljanskega narečja. Gradivo zanj je zbiral jeseni 1872, ko je obiskal približno 15 vasi in zaselkov. Študijo o cerkljanskem narečju je končal v Leipzigu leta 1882. V njej izčrpno prikaže cerkljanski konzonatizem in njegov izvor ter dolgi in kratki vokalizem in njegov nastanek. Potek svojega raziskovanja slovenskih narečij je opisal v nadaljevanjih v goriškem časniku Soča. Zatem je svoje vtise izdal še v knjižni obliki. Delo je napisano v čisti in razumljivi slovenščini. Zaradi zavidljivega znanja slovenščine so mu očitali, da je v resnici Slovenec, ki se pretvarja, da je ruski profesor. Kljub neugodnemu obnašanju Cerkljanov se jim je na koncu zahvalil za vse pravljice in pesmi, ki so jih delili z njim. Courtenay je kot raziskovalec slovenskih narečij napisal in izdal veliko daljših in krajših študij. Prav tako je zbral celo vrsto slovenskih narečij in govorov, da bi jih bilo za deset takšnih knjig, kot je Opyt.

### Dela
- Nektere opazke ruskega profesorja. (1873)

- Opyt fonetiki rezjanskih govorov. (1875)

- Rezijanskij katihizis. (1875)

- Glottologičeskie (lingvističeskie) zametki 1 : Koe-črto po porodu rez’janskoj garmonii (sozvučija) glasnyh. (1876)

- Otčety komandirovannago Ministerstvom Narodnago Prosveščenija za granicu s učenoju celju I. A. Boduena-de-Kurtene o zanjatijah po jazykovedeniju v tečenie 1872 i 1873 gg. 1–2. (1876–77)

- Rez’ja i Rez’jane, Slavjanskij sbornik (Sankt Peterburg). (1876)

- Note glottologiche intorno alle lingue slave e questioni di morfologia e fonologia ario-europea, v: Atti del IV. congresso internazionale deli orientalisti tenuto in Firenze nel settembre 1878 2. (1881)

- Der Dialekt von Cirkno (Kirchheim), Archiv für slavische Philologie (Berlin). (1884)

- Sprachproben des Dialektes von Cirkno, Archiv für slavische Philologie (Berlin). (1885)

- Materialien zur südslavischen Dialektologie und Ethnographie 1: Resianische Texte, gesammelt in den JJ. 1872, 1873 und 1877 = Materialy dlja južnoslovjanskoj dialektologii i etnografii 1: Rez’janskie teksty sobral v 1872, 1873 i 1877 gg. (1895)

- Folklore slave de la vallée de Résia en Italie, province Udine, district Moggio, à la fronitère de l’Autriche, Kryptadia (Pariz). (1898)

- Materialy dlja južnoslovjanskoj dialektologii i etnografii 2: Obrazcy jazyka na govorah Terskih Slavjan v sěverovostočnoj Italii sobral i izdal. (1904)

- Latinsko-ital’jansko-slavjanskij pominalnik XV-go i XVI-go stoletija sostavlennyj v oblasti terskih Slavjan. 1906.Boduèn de Kurtenè: Rez’janskij slovar’ (pod redakcijej N. I. Tolstogo), Slavjanskaja leksikografija i leksikologija. (1966)

- Materiali per la dialettologia e l’etnografia slava meridionale 4: Testi popolari in prosa e in versi raccolti in Val Natisone nel. (1873)

- Liliana Spinozzi-Monai: Il glossario del Dialetto del Torre di Jan Baudouin de Courtenay. (2009)